# Dujaka
Dujaka (albanisch auch Dujakë, serbisch Дујак Dujak) ist ein Dorf in der Gemeinde Gjakova im Südwesten des Kosovo. Es befindet sich rund zehn Kilometer nördlich der Stadt Gjakova und umfasst ca. 150 Häuser und 715 Einwohner.

## Geschichte
Dujaka wurde in osmanischen Dokumenten aus dem Jahre 1485 erstmals erwähnt.
Der österreichische Arzt Joseph Müller erwähnte Dujaka in seiner Reise durch Kosovo im Jahre 1844. Damals hätten dort lediglich 40 Einwohner albanischer Herkunft gelebt.

## Geographie
Dujaka liegt gleich östlich der Verkehrsachse Gjakova–Peja. Durch das Dorf fließt die Krena Richtung Süden nach Gjakova.

## Bevölkerung
| Jahr | Einwohner |
| ---- | --------- |
| 1948 | 501       |
| 1953 | 562       |
| 1961 | 631       |
| 1971 | 831       |
| 1981 | 1 143     |
| 1991 | 1 319     |
| 2011 | 715       |

Die Volkszählung aus dem Jahr 2011 ergab für Dujaka eine Einwohnerzahl von 715, von denen alle (100 %) angaben, Albaner zu sein.
Davon bezeichneten sich 524 als Muslime (73,3 %) und 191 als Katholiken (26,7 %).